# 阿普勒蒙
阿普勒蒙（法語：Apremont，法語發音：[apʁəmɔ̃]）是法国卢瓦尔河地区大区旺代省的一个市镇，属于永河畔拉罗什区。

## 地理
阿普勒蒙（46°45'0"N, 1°44'27"W）面积29.73 平方千米，位于法国卢瓦尔河地区大区旺代省，该省份为法国西部沿海省份，北起大西洋卢瓦尔省和曼恩-卢瓦尔省，西临大西洋，南至滨海夏朗德省，东部及东南部与德塞夫勒省接壤。
与阿普勒蒙接壤的市镇（或旧市镇、城区）包括：利涅龙河畔圣克里斯托夫、艾泽奈、科埃克斯、科姆基耶、马谢。

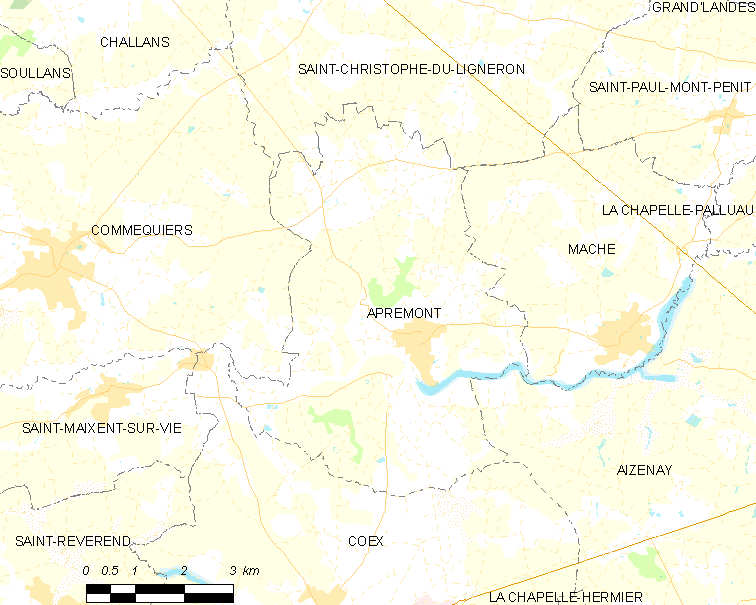
阿普勒蒙的OSM定位图

阿普勒蒙的时区为UTC+01:00、UTC+02:00（夏令时）。

## 行政
阿普勒蒙的邮政编码为85220，INSEE市镇编码为85006。

## 政治
阿普勒蒙所属的省级选区为沙朗县。

## 人口

1962-2008年间阿普勒蒙人口变化图示

阿普勒蒙于2022年1月1日时的人口数量为2028人。